# São Raimundo do Doca Bezerra
São Raimundo do Doca Bezerra este un oraș în unitatea federativă Maranhão (MA), Brazilia.